# Czarze
Czarze (kaszb. Czarzé, niem. Czarsen) –osada  w Polsce położona w województwie pomorskim, w powiecie człuchowskim, w gminie Człuchów. 
Czarze  to mala  kaszubska osada na południe od Jeziora Węgorzyn, znana w XIX wieku, jest częścią składową sołectwa Polnica.
W latach 1975–1998 miejscowość administracyjnie należała do województwa słupskiego.
W roku 1905 osadę zamieszkiwały 24 osoby.